# Lissomyema mellita
Lissomyema mellita is een lepelworm uit de familie Thalassematidae.
De wetenschappelijke naam van de soort werd in 1886 gepubliceerd door Conn.